# Сатиєвська сільська рада
Сати́євська сільська рада (рос. Сатыевский сельский совет) — муніципальне утворення у складі Міякинського району Башкортостану, Росія. Адміністративний центр — село Сатиєво.

## Населення
Населення — 1166 осіб (2019, 1390 в 2010, 1528 в 2002).

## Склад
До складу поселення входять такі населені пункти:
| Населений пункт          | Населення, осіб (2002) | Населення, осіб (2010) |
| ------------------------ | ---------------------- | ---------------------- |
| Баязітово, село          | 715                    | 640                    |
| Новофедоровка, присілок  | 92                     | 63                     |
| Нові Омельники, присілок | 64                     | 64                     |
| Ржановка, присілок       | 0                      | 0                      |
| Сатиєво, село            | 602                    | 590                    |
| Чулпан, присілок         | 34                     | 24                     |
| Шатра, присілок          | 21                     | 9                      |